# Matthew Maty

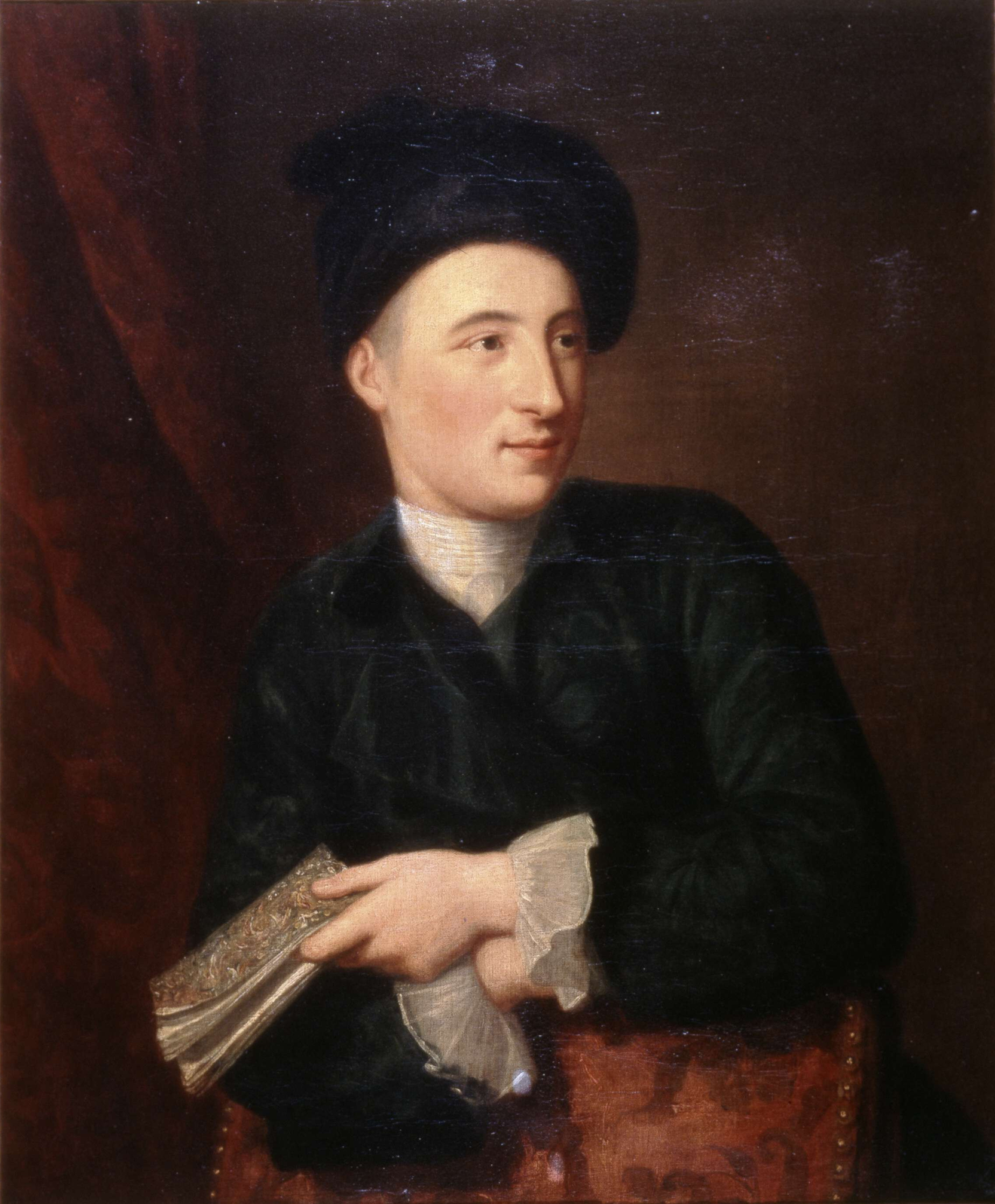
Porträt Matthew Maty (Barthélemy Dupan, um 1750, Öl auf Leinwand, 77,2 × 63,8 cm, testamentarische Schenkung 1776 an das British Museum)

Matthew Maty, auch Matthieu Matty bzw. Mathijs Mathy, (* 17. Mai 1718 in Montfoort; † 2. August 1776 in London) war ein niederländischer Mediziner, Biograf und Bibliothekar.

## Leben
Matthew war der Sohn des damaligen Pfarrers Paul Maty (* 1681 in Beaufort; † 1773 in London) und dessen am 8. September 1715 geheirateten, aus Lyon stammenden, Frau Jeanne Crottier des Maretz. Später war sein Vater in Den Haag als Pfarrer tätig, wo er in kirchliche Auseinandersetzungen über die Subordinationslehre und christliche Dreieinigkeit geriet. Daher wurde er 1730 aus seinen kirchlichen Amt suspendiert. Paul Matty nahm nochmal ein Studium der Medizin in Angriff und zog 1740 mit seinem Sohn nach London. 
Matthew selbst hatte sich am 31. März 1732 an der Universität Leiden immatrikuliert. Hier absolvierte er ein Studium der philosophischen und medizinischen Wissenschaften, wobei er bei letzter Fachrichtung ein Schüler von Herman Boerhaave wurde. In Leiden avancierte er am 11. Februar 1740 mit der Verteidigung der Abhandlung de Usu zum Magister der philosophischen Wissenschaften und am selben Tag promovierte er mit dem Thema de Consuetudinis Efficacia in Corpus Humanum zum Doktor der Medizin. Wie erwähnt ging Maty danach mit seinem Vater nach London, wo er zunächst eine eigene Praxis betrieb. 
Bald fand er Gefallen an einer Autorentätigkeit. So schrieb er eine Ode über den Aufstand der Jakobiten 1745 in Schottland, sowie zwei biographische Werke über seinen einstigen Lehrer Boerhaave und über den englischen Arzt Richard Mead (1673–1754). Zwischenzeitlich hatte Maty 1750 begonnen, die Zeitschrift Journal britannique zu redigieren. Diese Arbeit setzte er bis zur zwölften Folge, welche 1755 erschien, fort. Das Journal fand in seiner Zeit weitgehende Anerkennung. Maty profitierte auch davon. So erhielt er 1755 die Stelle des zweiten Bibliothekars am British Museum in London. 1758 wurde er Mitglied der Royal Society in London, ab dem 4. März 1762 war er ständiger Sekretär der wissenschaftlichen Einrichtung und wurde am 25. Juni 1765 zum Lizentiaten des Royal College of Physicians ernannt. Seit 1755 war er auswärtiges Mitglied der Königlich Preußischen Sozietät der Wissenschaften. Schließlich wurde er 1772 Oberbibliothekar des Britisch Museums. Maty setzte sich zu seiner Zeit für die Pockenimpfung ein, wozu er auch Selbstversuche durchführte. Am 11. August 1776 wurde sein Leichnam auf dem französischen Hugenottenfriedhof im Londoner Stadtteil Soho beigesetzt. 
Maty war zweimal verheiratet. Seine erste Ehe schloss er am 13. Dezember 1743 in der französischen Kirche in London mit Elizabeth Boisragon († 1750), die Tochter des Louis Chevalleau Seigneur de Boisragon und dessen Frau Marie Henrietta de Rambouillet. Aus der Ehe stammen ein Sohn und zwei Töchter. Von den Kindern kennt man Paul Henry Maty (* 18. Dezember 1744 in London; † 16. Januar 1787 ebd.), die Tochter Anne Gilette Maty (* 1748), schloss mit dem Londoner Arzt John Obadiah Justamond (* 1723; † 27. März 1786 in London) eine Ehe, und die Tochter Louise Maty (* 1746; † 1809), welche sich am 21. März 1776 in London mit Rogers Jortin (1732–1795), dem Sohn des Londoner Archidiakons John Jortin, verheiratete. Nach dem Tod seiner ersten Frau ging Maty 1752 mit Mary Dolon Deners (Marie Dolon de Ners) eine weitere Ehe ein. Aus dieser Ehe kennt man die Töchter Jeanne Maty (* 4. Juli 1753) und Marthe Maty (* 7. März 1758).

## Schriften
- Dissertatio medica inauguralis de consuetudinis efficacia in corpus humanum. Lugdunum Batavorum 1740 (Online), medizinische Dissertation
- Dissertatio philosophica inauguralis de usu. Lugdunum Batavorum 1740 (Online), philosophische Dissertation, auch französisch: Utrecht 1741
- Ode sur la rebellion de MDCCXLV. en Ecosse. Amsterdam 1746
- Essai sur le caractere du grand medecin ou Ėloge critique de Mr. Hermann Boerhaave. Köln 1747 (Online), deutsch: Versuch über den Character des Großen Arztes, oder kritische Beschreibung Herrn D. Herrmann Boerhavens, nebst einem Verzeichnisse der Boerhavischen Schriften. Leipzig und Freiberg 1748 (Online)
- Authenthic Memoirs of the life of Richard Mead. London 1755 (Online)
- Proeve over den Leeftyd geschikt tot Inenting der Kinderpokjes. In: Verhandelingen uitgegeeven door de Hollandse Maatschappye der Wetenschappen te Haarlem. Band 6, Teil 1, 1761, S. 327–350, 1. Teil: (Online); Band 6, Teil 2, 1762, S. 468–499, 2. Teil: (Online)
- Proeve ter bepaling van den ouderdom der Persoonen die jaarlyks te London an de kinderziekte sterven. In: Verhandelingen uitgegeeven door de Hollandse Maatschappye der Wetenschappen te Haarlem. Band 6, Teil 2, 1762, S. 500–515 (Online)
- Translation of a Discourse on inoculation, read before the Academy of sciences at Paris, by M. de la Condamine. London 1765
- New observations on inoculation, by Dr. Garth, uit het Fr. London 1768
- Lettre de Mr. Maty a Mr. Chais etc.. Den Haag 1768, niederländisch: Rotterdam 1768
- Letter on the success of inoculation at geneva. In: Philosophical Transactions of the Royal Society. 1768
- Life of Lord Chesterfield, voleindigd door zijn kleinzoon Justamon en geplaatst voor de mengelwerken van Stanhope. London 1777
- A Memoir, containing the History of the Return of the famous Comet of 1682, with Observations of the same, made at Paris, at the Marine Observatory, in January, February, March, April, May, and the Beginning of June 1759. In: Med. Obs. and Inq. (T. III.) 1765 (Online)
- On the matter of inoculating the small pox on the court of Barbary and at Bengal. In: Med. Obs. and Inq. (T. III.)
- Palsy occasioned by a fall, attended with uncommon symptome. In: Philosophical Transactions of the Royal Society.
- Essay on the advantages of very early inoculation. In: Philosophical Transactions of the Royal Society.
- An Account of an Essay on the Orgin of a natural Paper, found near the City of Cortona in Tuscany. In: Letter from John Stange. 1769